# Marco Belardi
Marco Belardi (Roma, 18 giugno 1973) è un produttore cinematografico e produttore televisivo italiano.

## Biografia
Marco Belardi si diploma nel 1993 presso l'Istituto statale di cinematografia e televisione "Roberto Rossellini" a Roma.
Frequenta gli studi di Cinecittà e  realizza backstage per delle agenzie pubblicitarie. Tra le sue scoperte il regista Paolo Genovese iniziando con Viaggio in Italia, un film tv.
Dopo aver fondato nel 1996 la Immaginando, società di post-produzione, nel 1999 diventa uno dei due soci fondatori della Sunflower Production, società di produzione pubblicitaria e televisiva. Nel 2003 è tra i soci fondatori della Hangar, società di ideazione format e produzione di programmi televisivi e l'anno seguente, nel 2004, fonda la Lotus Production, società di produzione e post produzione che nel 2015 entra a far parte della società Leone Film Group.

### Vita privata
È legato all’attrice Caterina Shulha dalla quale ha avuto tre figli: Lorenzo (2017) e le gemelle Nina e Futura (2020).

## Produzioni

### Documentari[3]
- In coda ai titoli di R.Paoletti;
- Spezzacatene di Stefano Savona;
- Carlo! documentario su Carlo Verdone per la regia di Gianfranco Giagni e Fabio Ferzetti;
- Ligabue - 30 anni in un giorno, regia di Marco Salom

### Teatro
- Ti ricordi di me? di Massimiliano Bruno, regia di Sergio Zecca con Ambra Angiolini ed Edoardo Leo;
- Ti sposo ma non troppo di Gabriele Pignotta;

### Cinema[4]
- Prima dammi un bacio, regia di Roberto Del Giudice (2003)
- Viaggio in Italia, regia di Paolo Genovese e Luca Miniero (2006)
- Amore 14, regia di Federico Moccia (2009)
- Immaturi, regia di Paolo Genovese (2010)
- Immaturi - Il viaggio, regia di Paolo Genovese (2011)
- Una famiglia perfetta, regia di Paolo Genovese (2012)
- Universitari - molto più che amici, regia di Dario Moccia (2013)
- Ti ricordi di me?, regia di Rolando Ravello (2014)
- Ti sposo ma non troppo, regia di Alberto Pagnotta (2014)
- Tutta colpa di Freud, regia di Paolo Genovese (2015)
- Italiano medio, regia di Maccio Capatonda (2015)
- La pazza gioia, regia di Paolo Virzì (2015)
- Perfetti sconosciuti, regia di Paolo Genovese (2016)
- Miami Beach, regia di Carlo Vanzina (2016)
- Il professor Cenerentolo, regia di Leonardo Pieraccioni (2016)
- Quel bravo ragazzo regia di Enrico Lando (2016)
- Omicidio all'italiana, regia di Maccio Capatonda (2017)
- The Place, regia di Paolo Genovese (2017)
- A casa tutti bene, regia di Gabriele Muccino (2018)
- Hotel Gagarin, regia di Simone Spada (2018)
- Notti magiche, regia di Paolo Virzì (2018)
- Vivere, regia di Francesca Archibugi (2019)
- Gli anni più belli, regia di Gabriele Muccino (2020)
- Time is Up, regia di Elisa Amoruso (2021)
- Per tutta la vita, regia di Paolo Costella (2021)
- Il primo giorno della mia vita, regia di Paolo Genovese (2023)
- La guerra dei nonni, regia di Gianluca Ansanelli (2023)
- Come far litigare mamma e papà, regia di Gianluca Ansanelli (2024)
- Diamanti, regia di Ferzan Özpetek (2024)
- Cinque secondi, regia di Paolo Virzì (2025)

### Televisione
- Amiche mie, regia di Paolo Genovese e Luca Miniero - serie TV (2008)
- Mariottide, regia di Maccio Capatonda - serie TV (2016)
- The Generi, regia di Maccio Capatonda - serie TV (2018)
- Giorgio Panariello: la favola mia, regia di Roberto Cenci - Netflix (2023)
- I leoni di Sicilia, regia di Paolo Genovese – serie TV (2023)
- Califano, regia di Alessandro Angelini - film TV (2024)